# Józef Krupiński

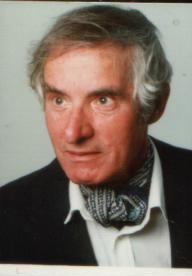
Józef Krupiński

Józef Krupiński (* 24. September 1930 in Skarbanowo, Polen; † 1. September 1998 in Orzesze, Polen) war ein polnischer Lyriker.

## Werke
- Kwiaty kujawskie (1981)
- Marsz żałobny (1985)
- Tratwa Świętej Barbary (1986)
- Mój pogrzeb pierwszy (1987)
- Z pokładów serca (1992)